# Autorité internationale d'enregistrement des cultivars
Une Autorité internationale d'enregistrement des cultivars (ICRA, acronyme de International Cultivar Registration Authority) est un organisme chargé de veiller à ce que le nom d'un cultivar (variété de plante cultivée)ou d'un groupe de cultivars, soit bien défini et non dupliqué.
Le système des « autorités » a été instauré il y une cinquantaine d'années et fonctionne dans le cadre du Code international pour la nomenclature des plantes cultivées (CINPC, Code pour les plantes cultivées), qui s'inscrit lui-même dans le cadre du Code international de nomenclature pour les algues, les champignons et les plantes (code de nomenclature botanique). 
Son principal objectif est d'empêcher les doublons parmi les épithètes de cultivars et de groupes de cultivars dans une classe de dénomination donnée (habituellement dans un genre), et de vérifier que les noms attribués soient conformes à la dernière édition du CINPC.
Chaque désignation de nom doit être formellement établie par sa publication en version imprimée, avec une description, dans une publication datée.
La Société internationale des sciences horticoles (ISHS, acronyme de International Society for Horticultural Science) agrée et supervise toutes les autorités, mais ne les finance pas. 
À l'heure actuelle (2015), elle reconnaît plus de 70 autorités d'enregistrement des cultivars), allant de sociétés axées sur un genre spécifique, tels que Clivia (Clivia Society), Quercus (International Oak Society - IOS) ou Saxifraga (Saxifrage Society), jusqu'à des organisations ayant des centres d'intérêt plus larges (comme le Jardin botanique de Singapour et l'Arboretum national des États-Unis).

## Objectifs
Le système est à la fois volontaire et non statutaire et il ne confère aucune protection juridique aux noms ou aux plantes. 
Cette protection doit être recherchée dans les régimes légaux, tels que celui du certificat d'obtention végétale, parfois appelés « brevets sur les plantes », qui diffèrent selon les pays. 
Ce système d'enregistrement est en effet une tentative du monde horticole d'instaurer un auto-contrôle de la nomenclature et est véritablement international dans sa portée. 
Les autorités n'ont aucune responsabilité dans l'appréciation du caractère distinctif des plantes concernées.

## Fonctionnement
Le système d'enregistrement des cultivars repose sur la coopération de tous les acteurs de la création et la commercialisation de nouvelles variétés de plantes.
Normalement, seule est requise la soumission du nom du cultivar et des autres données nécessaires à l'enregistrement, et, dans la plupart des cas, cela ne coûte rien au requérant.
Bien que les autorités soient en droit de facturer une somme modique pour couvrir leurs coûts, la plupart fournissent ce service indispensable sans frais.
L'autorité d'enregistrement des cultivars :
- vérifie chaque nouveau nom (appelé épithète) pour garantir qu'il n'a pas été déjà utilisé,
- valide le fait que par ailleurs, il est conforme au CINPC,
- informe enfin le demandeur de l'acceptation ou du refus de la demande.

Les requérants doivent comprendre que l'enregistrement sera refusé si le nom a été utilisé auparavant et qu'il faut toujours attendre la décision de l'autorité avant de lancer la commercialisation du cultivar, les autorités d'enregistrement des cultivars ne sont pas responsables des pertes éventuellement subies à cet égard.

## Établissement formel des noms
Chaque autorité est également chargée de la responsabilité de veiller à ce que de nouveaux noms soient formellement établis (c'est-à-dire publiés en version papier, avec une description dans une publication datée)
Cette mise en place dans ce contexte est un concept important car c'est seulement après cette publication que le nom aura la priorité pour la désignation d'une plante particulière.
Bien que les autorités permettent d'assurer par leurs propres publications que les noms sont bien établis, il est recommandé aux déclarants de ne pas se fier totalement à leur action, de faire en sorte par eux-mêmes que leurs nouveaux noms soient solidement établis aussitôt que possible après l'inscription.
La publication de détails sur l'Internet n'est pas suffisante, car cela n'est pas considéré comme équivalent à un document imprimé.